# Bezirksrabbinat Oberdorf am Ipf
Das Bezirksrabbinat Oberdorf am Ipf entstand 1832 in Oberdorf am Ipf in Württemberg und war eines von 13 Bezirksrabbinaten, die auch als Bezirkssynagogen bezeichnet wurden.

## Geschichte
Durch einen Erlass des Ministeriums des Innern vom 3. August 1832 wurden nach der Zusammenlegung oder Auflösung verschiedener jüdischer Gemeinden die nun insgesamt 41 Kirchengemeinden in 13 Bezirksrabbinate eingeteilt. Oberdorf am Ipf wurde Sitz eines Rabbinatsbezirks, da dort eine große jüdische Gemeinde bestand, die 1846 548 Mitglieder hatte. Das Rabbinat wurde  1931 aufgelöst. Die Bezirksrabbinate waren der ebenfalls 1832 geschaffenen Oberkirchenbehörde unterstellt.

## Aufgaben
Die Aufgaben umfassten den Vollzug der landesherrlichen Verordnungen, die Verkündigung und den Vollzug der Verordnungen der Oberkirchenbehörde, Beratungen über Schulangelegenheiten, die Verwaltung von Stiftungen und die Verteilung von Almosen. Zur Finanzierung der Bezirksrabbinate wurden Umlagen von den einzelnen jüdischen Gemeinden bezahlt.

## Gemeinden des Rabbinatsbezirks
- Jüdische Gemeinde Aufhausen
- Jüdische Gemeinde Ellwangen
- Jüdische Gemeinde Lauchheim
- Jüdische Gemeinde Oberdorf am Ipf
- Jüdische Gemeinde Pflaumloch
- Jüdische Gemeinde Schwäbisch Gemünd

## Bezirksrabbiner
- 1829 bis 1834 Moses Bloch (Rabbinatsverweser)
- 1835 bis 1859 Gabriel Adler
- 1860 Menachem Menco Berlinger (Rabbinatsverweser)
- 1861 bis 1884 Jakob Oberdorfer
- 1887 bis 1894 Samuel Grün
- 1895 bis 1897 Jesajas Straßburger (Rabbinatsverweser)
- 1897 bis 1930 Hermann Kroner (Rabbinatsverweser)